# Lizardite

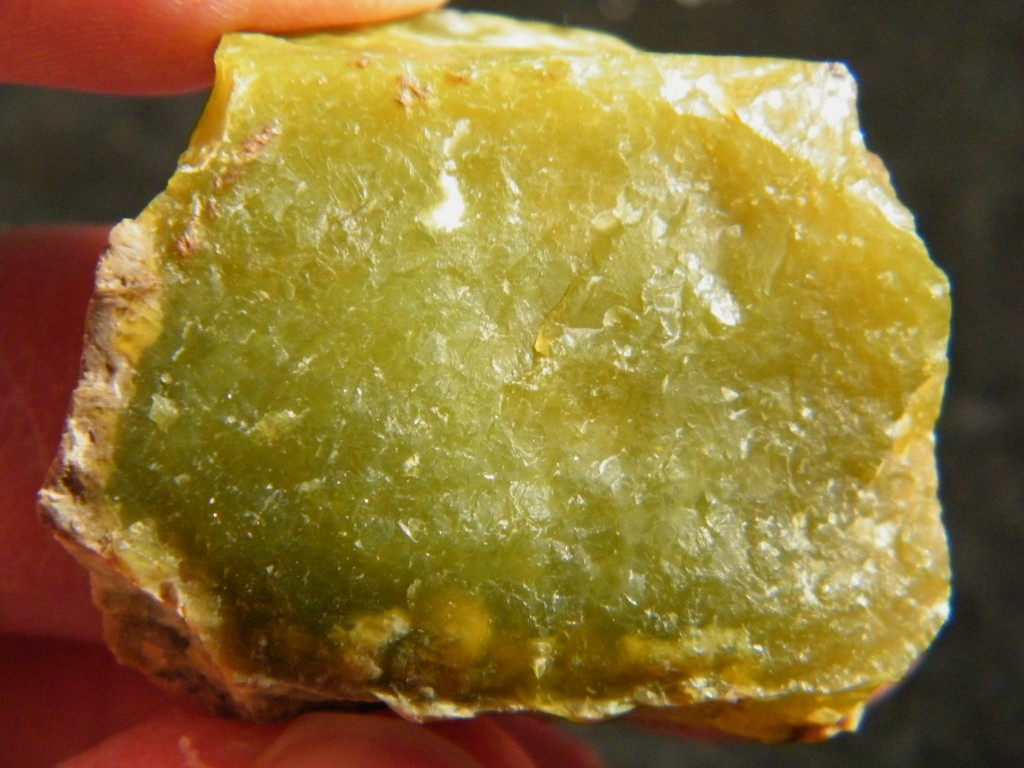
Lizardite.

Lizardite é um mineral pertencente ao subgrupo serpentina com fórmula química Mg
3(Si
2O
5)(OH)
4
, sendo o mineral mais comum daquele subgrupo. A lizardite é também membro do grupo caulinite-serpentina. O nome «lizardite» foi proposto em 1955 por Eric James William Whittaker e Jack Zussman, tomando como epónimo o local em que o mineral foi descrito pela primeira vez, a Península Lizard, (em córnico:  An Lysardh), no sul da Cornualha, Reino Unido. Scyelite é um sinónimos de lizardite.

## Descrição
A lizardite pode formar uma série de solução sólida com a népouite, um mineral rico em níquel (termo-final puro: Ni
3(Si
2O
5)(OH)
4
). Composições intermediárias do tipo (Mg,Ni)
3(Si
2O
5)(OH)
4
 são possíveis, com proporções variadas de magnésio e níquel.  No entanto, o membro final da lizardite é muito mais comum que a népouite pura, um mineral relativamente raro, mais frequentemente formado pela alteração de rochas ultramáficas.
Lizardite escamosa extremamente fina (também chamada ortoantigorite) corresponde a grande parte dos minerais do subgrupo serpentina presentes nos mármores serpentiníticos. São cristais triclínicos, com uma direção de clivagem perfeita, podendo apresentar coloração branca, amarela ou verde. A lizardite é translúcida e macia e pode ser um pseudomorfo da enstatite, olivina ou piroxena, sendo nesse caso aplicado o nome bastite. A bastite pode ter um brilho sedoso.
A antigorite e a lizardite em geral coexistem em equilíbrio metaestável,:24 sendo que a lizardite pode ser transformada em antigorite a temperaturas superiores a 350 ºC.(p712) A lizardite contém H2O em excesso em relação à sua fórmula nominal, tal como o crisótilo. Tem um elevado teor em Fe2O3 e um baixo teor em FeO,(p8) tendo sido determinado que a lizardite apresenta também elevado teor de SiO2 e baixo teor em Al2O3.(p193)
A formação de lizardite é em geral o resultado do metamorfismo hidrotermal ou do metamorfismo retrógrado de minerais máficos, tais como as olivinaa, piroxenas ou anfíbolas, em rochas ultrabásicas.
A lizardite é de ocorrência comum nos ofiolitos onde ocorrem em crescimentos entrelaçados com brucite.(p8) Também ocorre em conjunto com magnetite e outros minerais do subgrupo serpentina.:118–119
No Canadá foi em 1989 um espécime de lizardite em Mont-Saint-Hilaire, Quebec, onde ocorre em pegmatitos alterados.:184 Nos Estado Unidos ocorre em diversa localidades. Na Pennsylvania foi descoberta na década de 1960,(p55) onde é um mineral abundante no Nottingham County Park. No Minnesota ocorre nas margens norte do Lago Superior. Em Montana, a formação conhecida por Complexo Ígneo de Stillwater é rica neste mineral mineral.
No Reino Unido a lizardite tem a sua localidade tipo na Lizard Peninsula, Cornwall. A Escócia é uma importante fonte de lizardite. A lizardite foi também descoberta no País de Gales. Em Holy Island, Anglesey, a lizardite ocorre associada com antigorite.
Na África do Sul, a lizardite ocorre na Frank Smith mine, onde é o mineral do subgrupo serpentina dominante.(p212) A lizardite de Orange ocorre na Wessels mine.
Entre outros locais, ocorre também no Japão, Itália e Austrália.